# كاثرين كينغسلي
كاثرين كينغسلي (بالإنجليزية: Katherine Kingsley)‏ هي ممثلة بريطانية، ولدت في 24 ديسمبر 1981 في كامبريدج في المملكة المتحدة.

## وصلات خارجية
- كاثرين كينغسلي على موقع IMDb (الإنجليزية)
- كاثرين كينغسلي على موقع ميوزك برينز (الإنجليزية)
- كاثرين كينغسلي على موقع قاعدة بيانات الفيلم (الإنجليزية)